# 小川文雄
小川 文雄(おがわ ふみお、1800年代 -)は明治時代にビリヤードに関する専門的な著書を残してビリヤード界に貢献したことで知られる。小川卓也の伯父。

## 来歴・人物
非常に英語が堪能であり、独学でイギリスのビリヤード技術を習得して専門的なビリヤードの著書を世に送り出した。当時は対訳がいくつか異なっており、例えば「クッション」のことは「コシン」と表記されている。2008年時点でも「空クッション」を「カラコ(シン)」などと表現する用語が名残として残っている。

## 著書
- 新案図解 玉突術 正篇
- 新案図解 玉突術 続篇